# Victor Florea
Victor Florea (n. 1892, Tiulești, Județul Hunedoara, Regatul Ungariei – d. 1971, Călugări, Județul Bihor, Republica Socialistă România) a fost un deputat în Marea Adunare Națională de la Alba Iulia, organismul legislativ reprezentativ al „tuturor românilor din Transilvania, Banat și Țara Ungurească”, cel care a adoptat hotărârea privind Unirea Transilvaniei cu România, la 1 decembrie 1918. A fost preot român. Studiile le-a finalizat la Teologia din Arad..

## Activitatea politică
Victor Florea, deputat în Adunarea Națională din 1 decembrie 1918, a fost delegat al Cercului Electoral Beiuș-Vascău..

## Lectură suplimetară
- Daniela Comșa, Eugenia Glodariu, Maria M. Jude, Clujenii și Marea Unire, Muzeul Național Transilvania, Cluj-Napoca, 1998
- Florea Marin, Medicii și Marea Unire, Editura Tipomur, Târgu Mureș, 1993
- Silviu Borș, Alexiu Tatu, Bogdan Andriescu, (coord.), Participanți din localități sibiene la Marea Adunare Națională de la Alba Iulia din 1 decembrie 1918, Editura Armanis, Sibiu, 2015